# Озёрье
Озёрье — село в Бузулукском районе Оренбургской области России. Входит в состав Преображенского сельсовета.

## География
Село находится в западной части Оренбургской области, в пределах возвышенности Общий Сырт, в степной зоне, на берегах реки Кондузлы, на расстоянии примерно 47 километров (по прямой) к северо-востоку от города Бузулука. Абсолютная высота — 132 метра над уровнем моря.
Климат
Климат характеризуется как резко континентальный с морозной суровой зимой и жарким сухим летом. Среднегодовая температура составляет 4 °C. Средняя температура воздуха самого тёплого месяца (июля) — 21,9 °C; самого холодного (января) — −14,8 °C (абсолютный минимум — −43 °C). Безморозный период длится в течение 142 дней в году. Среднегодовое количество атмосферных осадков составляет 393 мм.
Часовой пояс
Село Озёрье, как и вся Оренбургская область, находится в часовой зоне МСК+2. Смещение применяемого времени относительно UTC составляет +5:00.

## История
Основано в конце XVIII — начале XIX веков потомками помещика Ивана Дмитриевича Путилова: Азарием, Иваном и Петром. Имелась церковь в честь Казанской иконы Божьей Матери.

## Население
| 2003 | 2010 |
| ---- | ---- |
| 23   | ↘0   |